# Boromys
A Boromys az emlősök (Mammalia) osztályának a rágcsálók (Rodentia) rendjébe, ezen belül a tüskéspatkányfélék (Echimyidae) családjába tartozó kihalt nem.

## Rendszerezés
A nembe az alábbi 2 faj tartozik:
- Boromys offella Miller, 1916 - típusfaj; kihalt, egykor Kuba szigetén élt
- Boromys torrei Allen, 1917 – kihalt, egykor Kuba szigetén élt